# Хуснутдинова, Мария Николаевна
Мария Николаевна Хуснутдинова (1920—2003) — советская работница сельского хозяйства, новатор производства, Герой Социалистического Труда.

## Биография
Родилась 10 мая 1920 года в с. Сарсаз-Багряж Мензелинского уезда, ныне Заинского района Татарстана.
В 1936 году окончила 8 классов Верхне-Багряжской средней школы и была направлена на учительские курсы в Казани. После их окончания работала учительницей начальных классов в Фёдоровской семилетней школе, а в 1937 году — в Верхне-Шипкинской семилетней школе. Одновременно, совмещая работу с учебой, закончила Елабужское педагогическое училище и с 1941 года работала учителем начальных классов в селе Аксарино.
После Великой Отечественной войны, когда необходимо было поднимать разрушенное народное хозяйство, Мария Николаевна сменила свою профессию и стала работницей сельского хозяйства, совмещая работу с общественной деятельностью. В 1954 году она была избрана председателем Аксаринского сельского совета, а в 1960 году возглавила комплексную бригаду колхоза им. 21 партсъезда в Аксарино. По итогам работы 1964 года её бригада была представлена на ВДНХ СССР, а сама М. Н. Хуснутдинова была удостоена бронзовой медали ВДНХ.
Продолжая вести общественную деятельность, была делегатом XXIII съезда КПСС (1966) и депутатом Верховного Совета Татарской АССР (1959—1966).
В 1976 году М. Н. Хуснутдинова вышла на пенсию. Умерла 6 апреля 2003 года в г. Заинск Республики Татарстан. Была замужем, в семье родилось четверо детей.

## Награды
- 23 июня 1966 года М. Н. Хуснутдиновой было присвоено звание Героя Социалистического Труда с вручением ордена Ленина (за достигнутые успехи в увеличении производства сельскохозяйственной продукции и высокопроизводительное использование техники).
- Также награждена медалями СССР, в том числе «За доблестный труд. В ознаменование 100-летия со дня рождения В. И. Ленина».

## Память
- С целью увековечивания памяти Марии Николаевны Хуснутдиновой и в связи с 90-летием со дня рождения Аксаринскому Дому культуры было присвоено имя Героя Социалистического Труда М. Н. Хуснутдиновой.[3]